# 蜜蜂一
蒼蠅座β，又名CP-67 2064，HD 110879、SAO 252019、HR 4844，是蒼蠅座的一颗恒星，视星等为3.05，位于銀經302.45，銀緯-5.24，其B1900.0坐标为赤經12h 40m 8.7s，赤緯-67° -5.24′ 38″。